# استفانو تارولی
استفانو تارولی (انگلیسی: Stefano Tarolli؛ زادهٔ ۱۸ اوت ۱۹۹۷) بازیکن فوتبال اهل ایتالیا است.
از باشگاه‌هایی که در آن بازی کرده‌است می‌توان به باشگاه فوتبال پیاچنزا اشاره کرد.